# Clemens Arnold
Clemens Arnold (Melbourne, 31 de janeiro de 1978) é um ex-jogador de hóquei sobre a grama alemão, de origem australiana, que atuou pela Seleção Alemã de Hóquei sobre a grama masculino. Ele jogava como goleiro.

## Carreira

### Olimpíadas de 2004
Nas Olimpíadas de 2004, realizada em Atenas, Clemens Arnold e seus companheiros de equipe levaram a seleção alemã à conquista da medalha de bronze. Após terminar em segundo lugar do grupo na primeira fase do torneio, a Alemanha enfrentou a seleção neerlandesa na semifinal, quando foi derrotada por 3 a 2. Na disputa do terceiro lugar, Clemens Arnold ajudou seu time a ganhar de 4 a 3 da Espanha, ficando assim com o bronze.